# Exodus: Götter und Könige
Exodus: Götter und Könige (Originaltitel: Exodus: Gods and Kings) ist eine US-amerikanisch-britische Bibelverfilmung aus dem Jahr 2014 von Ridley Scott.
Die Handlung basiert auf dem 2. Buch Mose und dem darin thematisierten Exodus, dem Auszug der Israeliten aus der ägyptischen Knechtschaft. Christian Bale verkörpert Mose, der sein Volk aus der Knechtschaft des Pharaos Ramses befreit. In weiteren Rollen sind Joel Edgerton, Aaron Paul, Ben Kingsley und Sigourney Weaver zu sehen.
In den USA kam der Film am 12. Dezember 2014 in die Kinos. In Deutschland wie auch in Österreich startete er am 25. Dezember 2014.

## Handlung
Im 13. Jahrhundert vor Christus lässt Pharao Sethos I. die Israeliten, Fremde in seinem Land, versklaven und, um ihre Anzahl einzudämmen, deren männliche Nachkommen im Nil ertränken. Nur ein Junge überlebt, Mose, da er von seiner Mutter in einem Körbchen auf dem Nil ausgesetzt wird. Er wird von der Tochter des Pharaos gefunden und wächst als ägyptischer Prinz mit dem Kronprinzen Ramses heran.
Als Erwachsene sind Mose, zu diesem Zeitpunkt Moses genannt, und Ramses beide Feldherren im ägyptischen Heer. Als die Hethiter mit ihrer Streitmacht vor Kadesch lagern, prophezeit eine Hohepriesterin, ein Anführer werde gerettet und dessen Retter eines Tages Anführer werden. In der Schlacht gegen die Hethiter gerät Ramses tatsächlich in Lebensgefahr und wird von Moses gerettet. Er erzählt Sethos davon, und dieser ist ihm dankbar.
Als der Statthalter von Pithom sich Sorgen wegen eines Aufstandes der Sklaven macht, findet Moses mehr darüber heraus, missbilligt es aber auch, dass der Statthalter so lebt wie ein König, obwohl er keiner ist. Durch Nun, einen alten Sklaven, erfährt Moses von seiner Vergangenheit, will es aber zunächst nicht glauben. Als Sethos krank auf dem Sterbebett liegt, gibt er an, Moses wäre der bessere Nachfolger.
Schließlich wird Ramses nach dem Tod seines Vaters der neue König und regiert als Ramses II. Dieser erfährt vom Statthalter die Geschichte über Moses’ Vergangenheit und will die Wahrheit herausfinden. Er droht, Miriam, die offenbar Moses Schwester ist und beide aufgezogen hat, im Falle einer falschen Antwort den Arm mit dem Schwert abzuhacken, worauf Moses ihm die Wahrheit gesteht. Seine Mutter will, dass Ramses Moses hinrichtet, doch stattdessen schickt er Moses ins Exil. Nach langer Reise findet Moses ein Dorf, wo er seine spätere Ehefrau Zippora kennenlernt, sie heiratet und mit ihr einen Sohn namens Gershom bekommt.
Neun Jahre vergehen. Mose, welcher nun so genannt wird, ist ein Hirte und Midian sein neues Zuhause. Er begegnet während eines Sturms Gott, der sich in einem kleinen Jungen verkörpert und ihm befiehlt, sein Volk aus Ägypten zu befreien. Mose kehrt daraufhin nach Ägypten zurück und bleibt zunächst unbemerkt. Er konfrontiert Ramses mit der Forderung, alle Sklaven freizulassen. Ramses gibt infolgedessen den Befehl zur Ermordung Moses, worauf dieser vorerst untertaucht. Als Ramses beschließt, für jeden verstrichenen Tag der Suche nach Mose eine hebräische Familie öffentlich hinzurichten, unterrichtet Mose die Sklaven im Bogenschießen und startet einen Zermürbungskrieg. Sie verüben Anschläge auf ägyptische Vorratsspeicher und Transportschiffe, mit dem Ziel, die Bevölkerung so gegen Ramses aufzuwiegeln. Doch Gott will nicht so lange warten und hilft nach. Er entfesselt die zehn Plagen, die nun die Stadt Memphis heimsuchen. Zuerst richten Krokodile ein Massaker an Fischern an, wobei sich dessen Wasser rot färbt. Daraufhin sterben die Fische, und riesige Mengen Frösche fallen in Memphis ein, Fliegen folgen. Doch obwohl Ägypten an Hagel, Viehsterben und einer gewaltigen Heuschreckenplage fast zugrunde geht, bleibt Ramses stur. Schließlich gipfelt alles in einem dramatischen Höhepunkt, als bei der zehnten Plage die ägyptischen Kinder, darunter auch Ramses’ Sohn, getötet werden, während hebräische Kinder verschont bleiben. Dies führt dazu, dass Ramses aus Trauer die Vertreibung aller Sklaven (den Exodus) anordnet.
Als die hebräischen Sklaven sich unter Moses Führung auf den Weg nach Kanaan machen, beginnt auch die Verfolgung durch die Ägypter. Ramses will Rache und ist zum Völkermord bereit. Die Hebräer schaffen es, das Rote Meer an der Straße von Tiran zu durchqueren, nachdem Mose sein Schwert ins Meer geworfen hat und das Meer dadurch beiseite geschoben wird. Das ägyptische Heer wird zwar an einer Klippe dezimiert, holt aber auf, so dass sich die beiden Seiten gegenüberstehen. Eine riesige Welle zwingt das ägyptische Heer zur Umkehr, so dass sich nur noch Mose und Ramses gegenüberstehen. Als Ramses mit seinem Streitwagen auf ihn zurast, ruft Mose ihm zu, er solle auf seine Seite kommen, da er es nicht zurückschaffen werde. Beide werden von den Wassermassen erfasst, überleben aber. Ramses stößt am Strand auf seine tot angespülten Soldaten, während sich Mose zu seinem Volk begibt. Er fragt seine Frau, ob sie auch mitkommen wolle.
Zum Schluss sieht man Mose die Zehn Gebote in Stein meißeln. Gott kommentiert dies damit, dass die Hebräer Führung und Orientierung bräuchten.

## Hintergrund
Für Kontroversen sorgte das Casting des Films. Während mit Christian Bale, Joel Edgerton und allen Hauptakteuren weiße Darsteller verpflichtet wurden, wurden für kleinere Rollen wie die der israelitischen Sklaven oder der ägyptischen Bürger überwiegend dunkelhäutige Schauspieler verpflichtet. Dabei spielt der Film in Afrika in einer Zeit, in der Weiße eher die Minderheit waren. Auch soll die Große Sphinx von Gizeh, die im Film zu sehen ist, ein europäisches Äußeres besitzen. In sozialen Netzwerken wurde daher zum Boykott des Films aufgerufen.
Die Dreharbeiten des Spielfilms fanden überwiegend in Spanien statt und begannen im Oktober 2013 bei Almería im Südosten Andalusiens und dem dortigen Gebirge Sierra Alhamilla. In derselben andalusischen Region fand auch das Casting für 3000 bis 4000 Komparsen statt, die für den Film benötigt wurden. Weitere Szenen, wie etwa die Teilung des Roten Meeres, wurden auf Fuerteventura gedreht. Innenaufnahmen entstanden in den Pinewood Studios in London. Zirka 6000 Statisten waren am Projekt beteiligt.
Christian Bale ist bereits der vierte Oscarpreisträger in der Rolle des Mose. Zuvor spielten ihn bereits Charlton Heston (Die zehn Gebote 1956), Burt Lancaster (Moses, 1975) und Ben Kingsley (Die Bibel – Moses, 1996). Für Ben Kingsley ist es zudem der dritte Film über Mose, in dem er mitgewirkt hat. Nachdem er 1996 in Die Bibel – Moses selbst als Mose zu sehen war, sprach er 2007 in der englischen Originalfassung des Zeichentrickfilms Die zehn Gebote die Rolle des Erzählers. Die Schauspieler Oscar Isaac und Javier Bardem lehnten die Rolle des Ramses ab.
Ursprünglich lautete der Name des Films schlicht Exodus, doch im März 2014 entschieden sich die Produzenten den Titel durch den Untertitel Gods and Kings zu erweitern.

## Unterschiede zur Bibel und historische Ungenauigkeiten
- In der Bibel spricht Gott zu Mose aus dem brennenden Dornbusch. Im Film verkörpert er sich zusätzlich in einem kleinen Jungen.
- Mose lässt im Film Zippora und seinen Sohn Gersom zurück in Midian. Im Alten Testament reist sie aber zusammen mit Mose und seinen Söhnen nach Ägypten.
- Mose reist im Film auf einem Pferd und benutzt einen Sattel mit Steigbügeln. Steigbügel werden aber erst Jahrhunderte später erfunden.
- In der biblischen Vorlage tötet Mose vor seiner Flucht aus Ägypten einen ägyptischen Aufseher, der einen Hebräer schlägt. Zwar tötet Moses auch in Scotts Film einen Ägypter, allerdings nur, nachdem sich dieser ihm von hinten genähert und ihn als Sklaven beschimpft hat. Anzeichen von Reue für die Mordtat finden sich beim Moses des Films nicht.
- Gott sendet in der biblischen Erzählung zwei Zeichen zum Beweis, dass er Mose auserwählt hat. Zum einen verwandelt er Moses Stab in eine Schlange, zum anderen lässt er kurzzeitig Moses Hand an Aussatz erkranken. Besonders das Zeichen des Stabes, der zur Schlange wird, wurde in vielen Verfilmungen und Gemälden aufgegriffen, fehlt aber in dieser Verfilmung. Moses Stab erhält im Film sein Sohn Gersom, der in Midian bleibt.
- Der im Film gezeigte bewaffnete Aufstand der Hebräer ist nicht biblisch, ebenso wenig die Hinrichtung ganzer Familien durch den Pharao, um die Auslieferung Moses’ zu erzwingen.
- Mose wird im Alten Testament als wenig begnadeter Redner beschrieben. Gott gibt ihm daraufhin seinen Bruder Aaron als rhetorische Unterstützung zur Seite. Im Film hat Mose ein extrovertiertes, durch viel Erfahrung und eine gewisse Bildung geprägtes, stets schlagfertiges Auftreten. Aaron hat einen sehr geringen Redeanteil.
- Mose wird in der Bibel als 80-jähriger Mann von Gott berufen. Im Film ist er wesentlich jünger, vermutlich in den 40ern.
- Das Meer wird nicht wie in der biblischen Erzählung geteilt, sondern lediglich zu Seite geschoben. Die Rauch- und Feuersäule, die die Ägypter in der Bibel davon abhält, die Israeliten zu erreichen, um sie nach Ägypten zurückzuholen, kommt im Film überhaupt nicht vor. Auch die im Film gezeigte Entscheidung Moses’ für den Weg über die Berge ist nicht biblisch. Dass die Soldaten des Pharao durch seinen eigenen Ehrgeiz und Hunger nach Rache sterben, weil sie Steilhängen und Erdrutschen ausgeliefert sind, entspricht ebenfalls nicht der biblischen Vorlage.
- Das Wasser des Nils wurde durch Moses’ Wundertat zu Blut. Im Film wird ein Massaker aus Krokodilen gezeigt, das den Fluss einfärbt.
- Statt des Stabes trägt Moses im Film ein goldverziertes Schwert. Der Stab, mit dem Moses auf Stein klopft, um Wasser aus dem Stein fließen zu lassen, sowie die Blüten an der Stockspitze kommen im Film nicht vor.
- Vor allem für die Juden wichtige religiöse Aspekte des Exodus kommen im Film nicht vor. So müssen die Hebräer im Film zwar die Türen ihrer Häuser mit Blut von Lämmern kennzeichnen, um sich vor dem Engel des Todes zu schützen. Es wird aber nicht gezeigt, dass sie das Lamm braten und es marschbereit im Stehen komplett essen sollen, zusammen mit ungesäuertem Brot.[12] Auch das Wort Passah fällt nicht.
- Im Film meißelt Mose die Zehn Gebote selbst in die Steintafeln, während er sie in der biblischen Erzählung lediglich von Gott entgegennimmt und wieder zerschmettert, als er im Tal angekommen sieht, dass sein Volk sich ein goldenes Kalb als Götzen erschaffen hat.
- Im Film wird der Pyramidenbau gezeigt. Obwohl der in der Bibel beschriebene Auszug aus Ägypten sich nicht exakt datieren lässt, ist der Bau der Pyramiden mindestens ein Jahrtausend früher anzusetzen. Da die Pyramiden zudem in der Bibel keine Erwähnung finden, gilt eine Beteiligung der Hebräer am Pyramidenbau als unwahrscheinlich.[13] Für diese Verfilmung ist der Pyramidenbau aber definitiv anachronistisch, da der Film zur Zeit von Sethos I./ Ramses II. (19. Dynastie) spielt, in der keine Pyramiden mehr gebaut wurden.
- Im Film wird Sethos I. in Abu Simbel bestattet, wo jedoch erst durch seinen Sohn Ramses II. Tempel erbaut wurden. Während des Begräbnisses vollzieht sein Sohn die Mundöffnungszeremonie, die im Alten Ägypten vom Hohepriester vorgenommen wurde.
- Im Film findet die anfangs gezeigte Schlacht von Kadesch gegen die Hethiter unter der Herrschaft Sethos’ I. statt. In Wahrheit fiel sie in das fünfte Regierungsjahr Ramses’ II.
- Die Hohepriesterin trägt im Film in einer Szene die berühmte Kopfbedeckung der Nofretete.
- Ramses trägt in der Schlacht eine Geierhaube auf dem Kopf, eine Krone, die im Alten Ägypten ausschließlich von weiblichen Mitgliedern des Königshauses getragen wurde und zum Ornat verschiedener Göttinnen gehörte.
- Der Showdown zwischen Moses und Ramses II. findet sich nicht im biblischen Bericht.

## Rezeption
Bei Rotten Tomatoes sind nur 30 % der Kritiken positiv, bei insgesamt 210 Kritiken. Die durchschnittliche Bewertung beträgt 5,0/10. Das Branchenblatt Variety bezeichnete den Film jedoch als „authentisches, imposantes Spektakel“. The Hollywood Reporter kritisierte zwar das „schwache Ende“ sowie den „zögerlichen Beginn“, räumte jedoch ein, der lange Mittelteil sei eine „mitreißend gute Show“.
Auf große Kritik stieß, dass der Cast der Hauptcharaktere aus größtenteils weißen Schauspielern bestand, welche „People of Color“, wie beispielsweise Moses selbst, ersetzten.
Der film-dienst meinte, der „mit gewaltigen Schauwerten wuchernde Monumentalfilm ist im Kern nur ein Action-Spektakel, das mit den biblischen Quellen recht frei umgeht“. Der Film werde über „weite Strecken […] vom bravourösen Hauptdarsteller getragen, der die Wandlung des Protagonisten vom Günstling der Macht zum Rebellenführer […] nachvollziehbar macht“. Die Inszenierung verfüge „über eindrückliche Momente“, verharre „aber thematisch allzu unverbindlich in den Konventionen des Genres“.
Patrick Seyboth von epd Film bezeichnete den Film als „Bibelepos, das auch für Agnostiker verträglich“ sei. Der naheliegenden Gefahr, „eine Nummernrevue der Actionhöhepunkte zu liefern“, entgehe Scott „nur phasenweise“; sein Film glänze „vor allem mit Schauwerten in solidem, nie aufdringlichem 3D“. Ebenso uninspiriert wie die „von Klischees strotzende Musik von Alberto Iglesias“ verfahre auch „das Drehbuch […] mit den Motiven, die es um das biblische Handlungsskelett herum“ modelliere. „Auf der Höhe der Zeit“ sei die Geschichte dort, „wo es um den religiösen Kern der Geschichte“ gehe. So könne „Moses […] durchaus ein Wahnsinniger sein – und genau deshalb der richtige Mann zur richtigen Zeit“, Gott könnte ebenso gut eine Halluzination sein, und auch die Figur des Jahwe sei „eine Überraschung“.
Die Deutsche Film- und Medienbewertung (FBW) verlieh dem Film das Prädikat „besonders wertvoll“. In der Jury-Begründung wird insbesondere das „Psychodrama zwischen Moses und Ramses“ hervorgehoben, das „überraschend komplex und realistisch inszeniert“ werde. Zudem seien die „computergenerierten 3D-Aufnahmen so detailliert und imposant, dass man in den Sog der Bilder hineingezogen wird wie nur selten im Kino“. Regisseur Scott bediene sich dabei „kaum der ikonenhaften Bildersprache der jüdischen und christlichen Tradition, sondern schafft neue Visionen“.

## Synchronsprecher
Die Synchronsprecher für die deutsche Fassung:
| - Mose: David Nathan - Ramses: Martin Kautz - Sethos: Stefan Fredrich - Josua: Marcel Collé - Hegep: Oliver Feld - Zippora: Magdalena Turba - Tuia: Karin Buchholz - Nun: Peter Matić - Bithia: Sabine Falkenberg - Malak: Maximilian Ehrenreich - Experte: Jaron Löwenberg - Hohepriesterin: Daniela Hoffmann | - Nefertari: Sanam Afrashteh - Großwesir: Bodo Wolf - Miriam: Arianne Borbach - Khyan: Boris Tessmann - Aaron: Alexander Doering - Ramses’ Schreiber: Ronald Nitschke - Gersom: Nicolas Rathod - Abiram: Axel Malzacher - Dathan: Oliver Stritzel - Jitro: Reiner Schöne - Architekt: Christian Gaul |